# Le Coq et la Perle
Le Coq et la Perle est la vingtième fable du livre I de Jean de La Fontaine situé dans le premier recueil des Fables de La Fontaine, édité pour la première fois en 1668.

## Texte de la fable
Un jour un coq détourna

Une perle qu'il donna

Au beau premier lapidaire.

« Je la crois fine, dit-il,

Mais le moindre grain de mil

Serait bien mieux mon affaire. »

Un ignorant hérita

D'un manuscrit qu'il porta

Chez son voisin le libraire.

« Je crois, dit-il, qu'il est bon ;

Mais le moindre ducaton

Serait bien mieux mon affaire. »